# Saletalm
Die Saletalm  (auch Sallet geschrieben) ist eine Alm unmittelbar am südlichen Ende des Königssees. Auf dem Almgelände befinden sich die Anlegestelle Salet der Königsseeschifffahrt sowie, jeweils einige Gehminuten von dieser entfernt, die Gaststätte Salet-Alm und ein Almkaser mit Einkehrmöglichkeit.

## Geschichte
Salet wurde bereits 1516 urkundlich erwähnt, der Name leitet sich vom lateinischen illud salectum (Weidicht) ab.
Die Geschichte der touristischen Erschließung der Saletalm begann am 3. Juni 1912, als die Eheleute Michael Hofreiter und Rosa John zu ihrer Hochzeit von Prinzregent Luitpold von Bayern eine Konzession zum Bau eines Kiosks mit 16 m² Grund erhielten. Diese Hütte, zunächst als Salet-Alpe bezeichnet, wurde stetig zur heutigen, 1966 errichteten, Gaststätte ausgebaut, die mit Außensitzplätzen mehr als 300 Personen Platz bietet. Sie verfügt jedoch über keine Übernachtungsmöglichkeiten.

## Wanderungen
- Saletalm – Obersee – Fischunkelalm
- Saletalm – Obersee – Fischunkelalm – Röthbachfall
- Saletalm – Sagerecksteig – Grünsee – Kärlingerhaus
- Saletalm – Kaunersteig – Regenalm – Gotzenalm
- Saletalm – Röthbachfall – Röthsteig – Wasseralm oder Gotzenalm

Siehe auch: Abschnitt Wanderwege und Hütten im Artikel über den Königssee mit detaillierter Beschreibung des Wegenetzes im Nationalparkgebiet.

## Bildergalerie

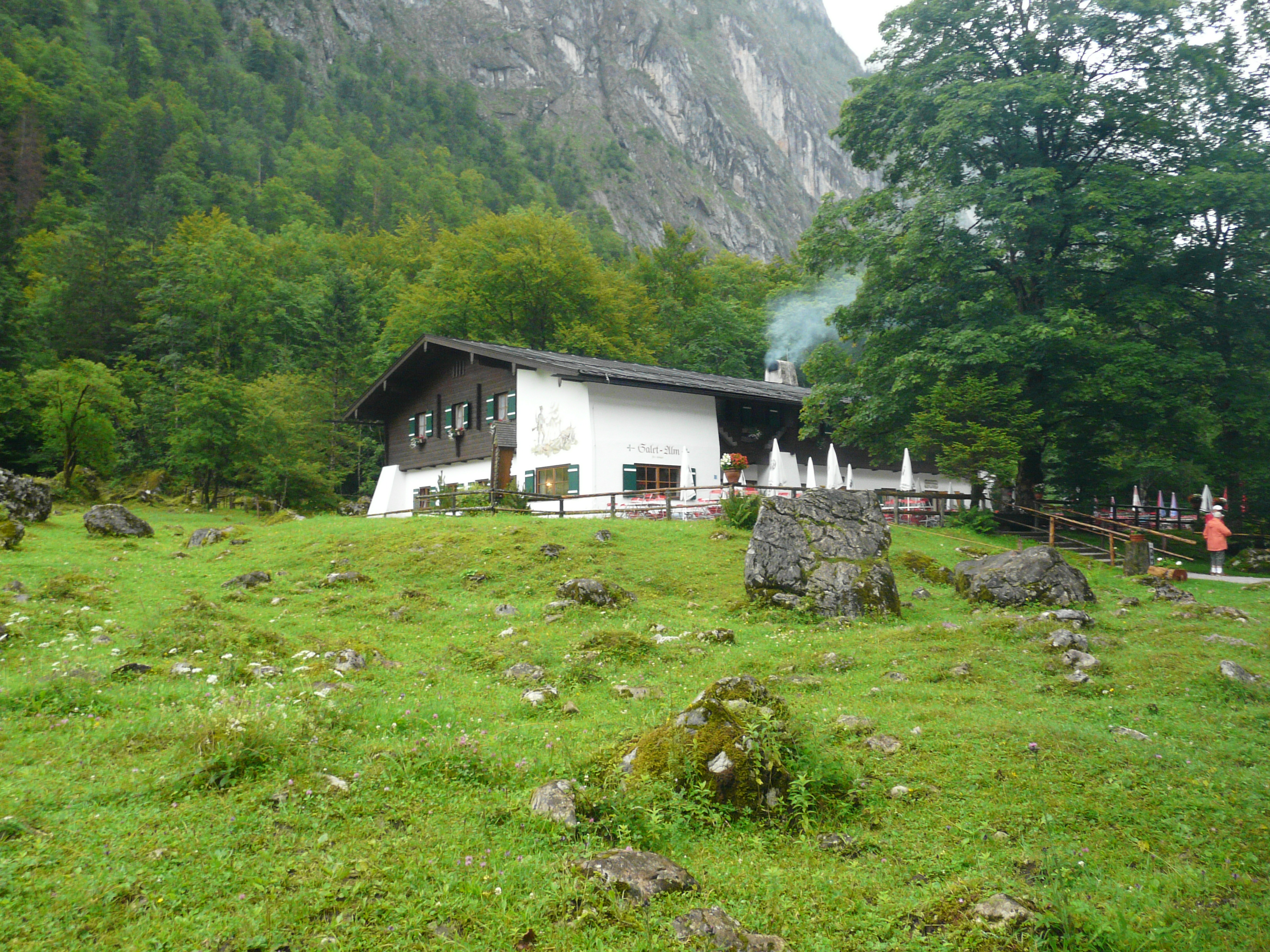
Gaststätte Salet-Alm
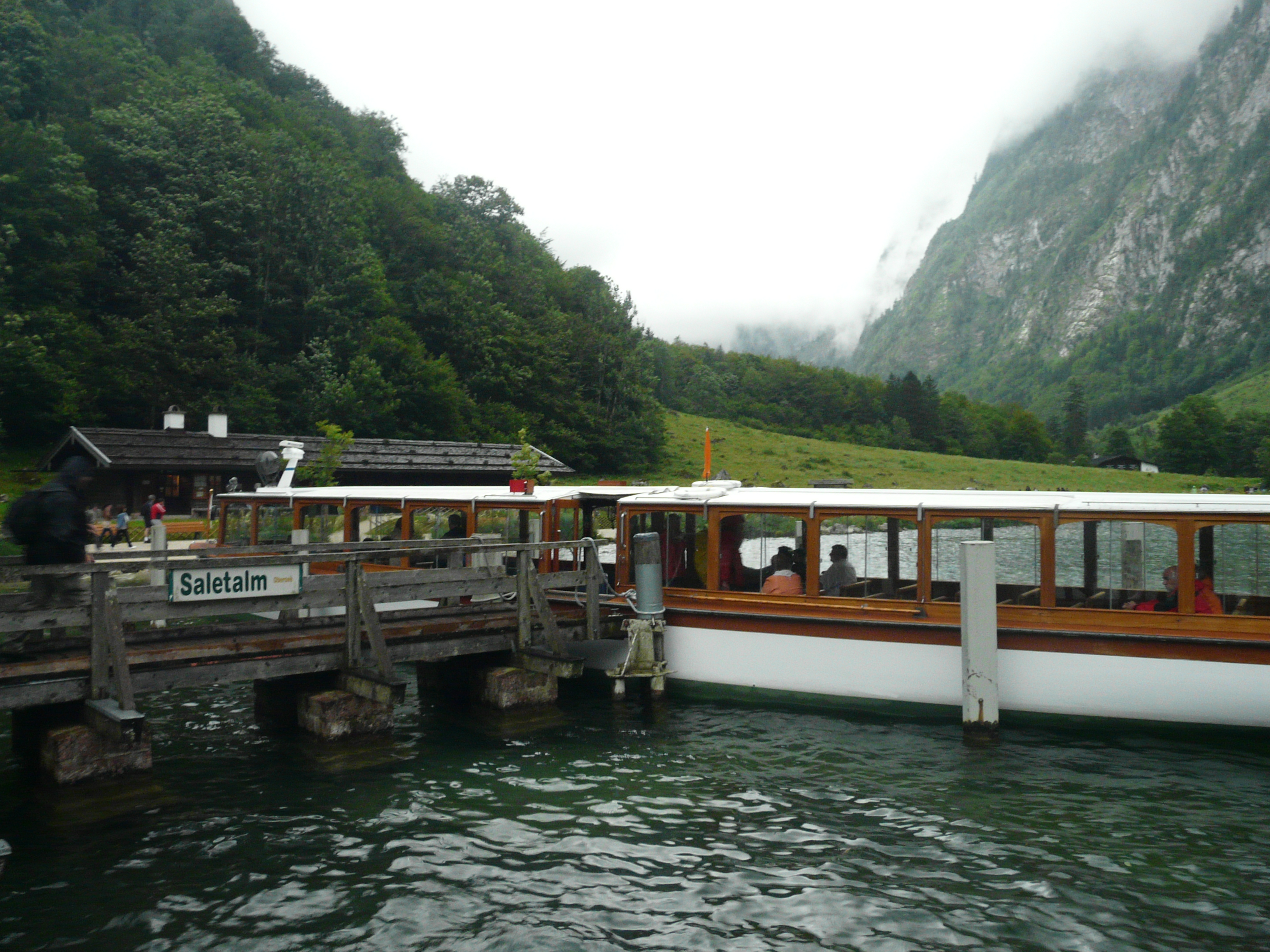
Seeseitige Ansicht der Bootsanlegestelle
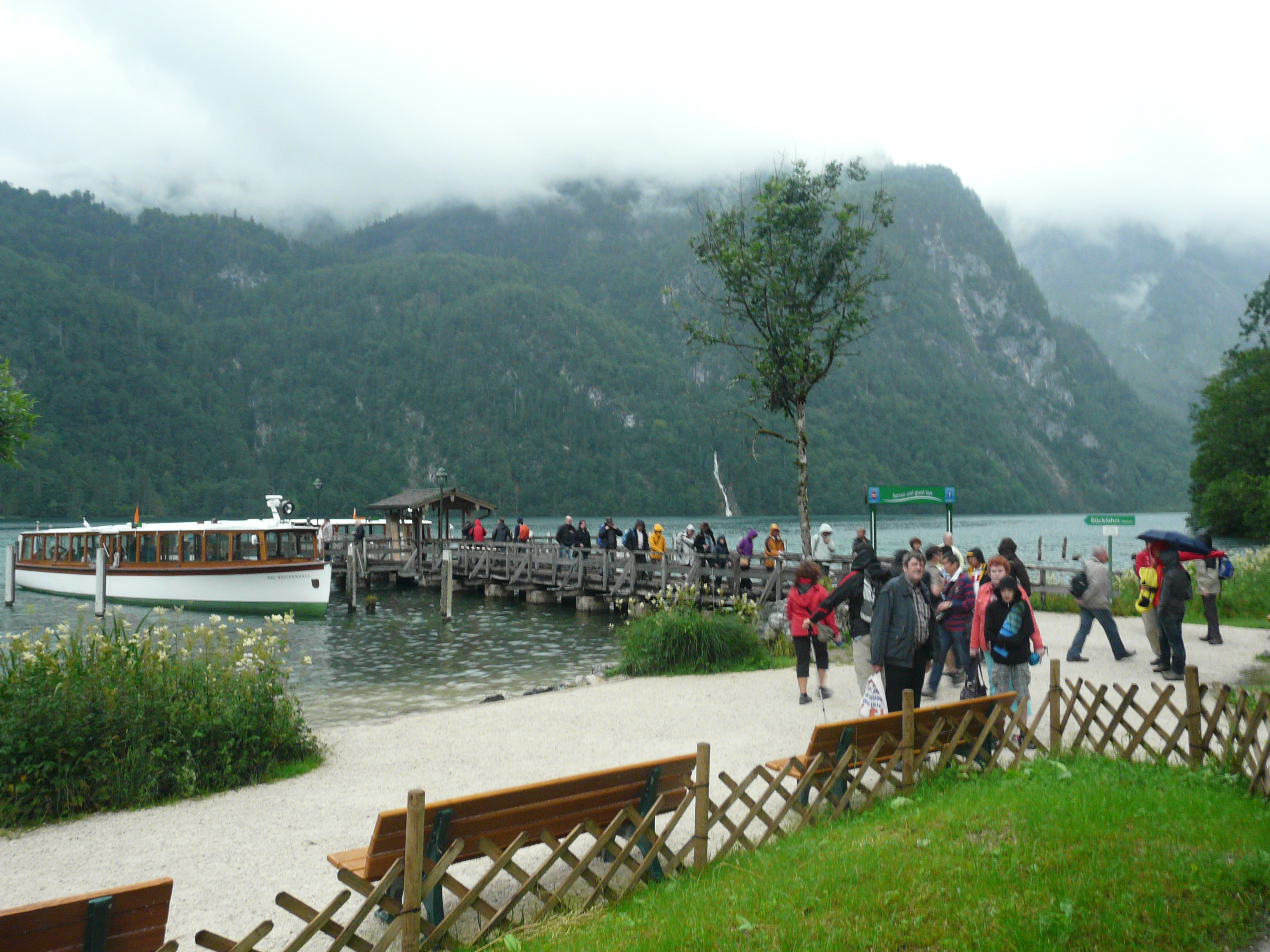
Landseitige Ansicht der Bootsanlegestelle